# Rhinichthys falcatus
Rhinichthys falcatus är en fiskart som först beskrevs av Eigenmann och Eigenmann, 1893.  Rhinichthys falcatus ingår i släktet Rhinichthys och familjen karpfiskar. Inga underarter finns listade i Catalogue of Life.